# Alima
Alima ist ein französischer weiblicher Vorname.

## Bekannte Namensträger
- Alima Boumediene-Thiery (* 1956), französische Politikerin
- Alima Moro (* 1983), ghanaische Fußballnationalspielerin
- Hajia Alima Mahama (* 1957), ghanaische Juristin
- Alima Lambert-Mokhtari, französisch-marokkanische Tischtennisspielerin
- Alima Sallah, Frau des ehemaligen Präsidenten von Gambia Yahya Jammeh
- Alima Ouattara, ivorische Stabhochspringerin
- Alima Soura (* 1984), burkinische Hürdenläuferin
- Eric Alima Atangana, kamerunischer Fußballspieler